# Rachel Griffiths

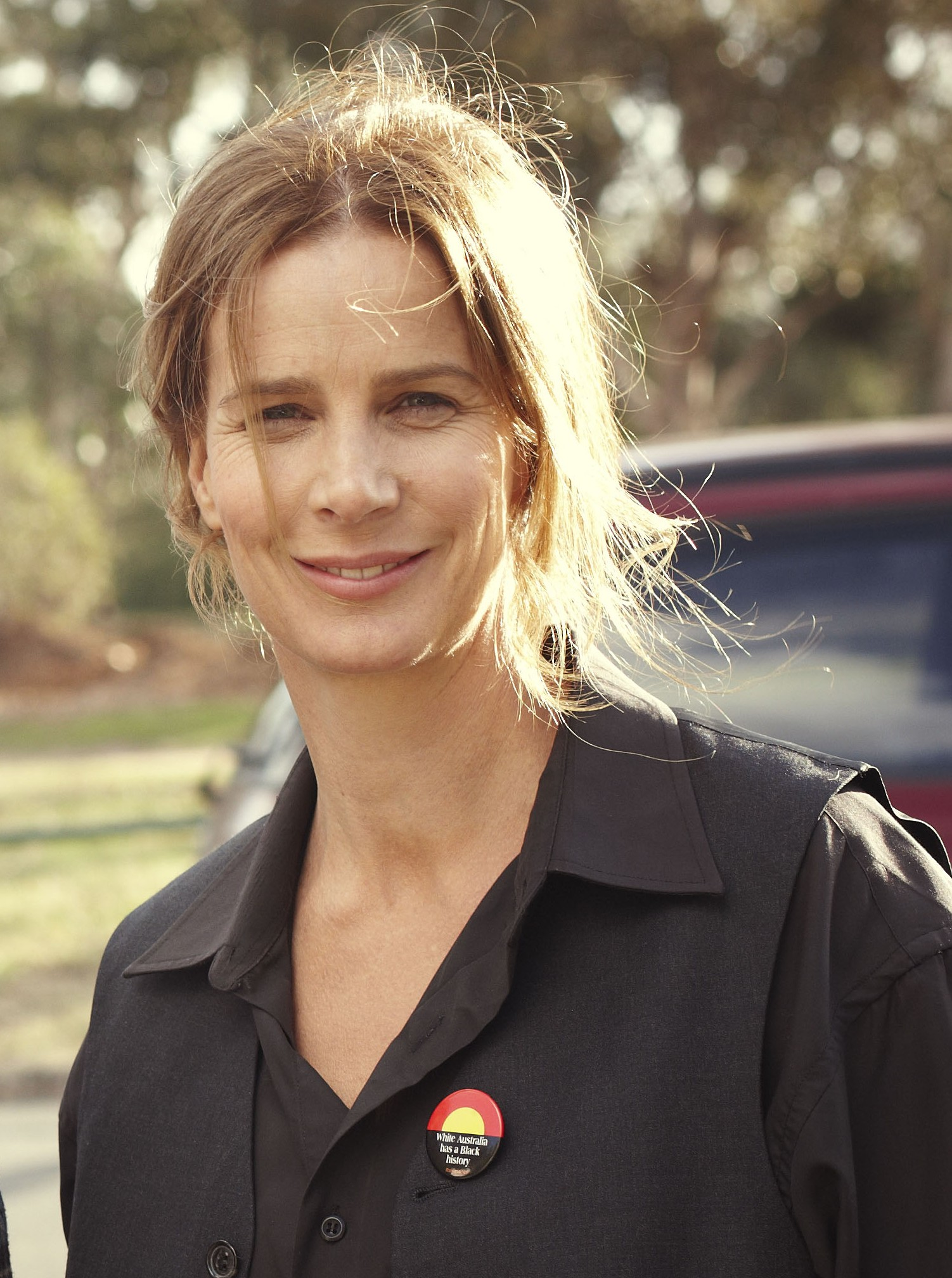
Rachel Griffiths (2012)

Rachel Anne Griffiths AM (* 1968 in Melbourne) ist eine australische Schauspielerin.

## Familie
Ihre Mutter war Kunsterzieherin, sie selbst erwarb die Lehramtsbefähigung am ehemaligen Victoria College, Rusden mit dem Bachelor in Drama und Tanz. Im Dezember 2002 heiratete Rachel Griffiths den Künstler Andrew Taylor. Die beiden sind Eltern von drei Kindern.

## Karriere
Rachel Griffiths wurde als Schauspielerin vor allem in Australien durch den Überraschungserfolg Muriels Hochzeit bekannt, worin sie die einzig wahre Freundin der Hauptfigur darstellte. Ihre erste große US-Kinoproduktion war der Film Die Hochzeit meines besten Freundes, in dem sie eine der Brautjungfern spielte. Hoch gelobt wurde ihre Darstellung der Hilary du Pré in dem Film Hilary & Jackie, für die sie eine Oscarnominierung als beste Nebendarstellerin erhielt.
Sie gehörte zur Stammbesetzung der erfolgreichen Fernsehserie Six Feet Under – Gestorben wird immer, in der sie die Brenda spielte. Hierfür erhielt sie 2002 den Golden Globe. Griffith schrieb die Drehbücher und führte Regie bei den Produktionen Tulip und Roundabout.
Von 2006 bis 2011 spielte sie in der Serie Brothers & Sisters die Rolle der Sarah Walker Whedon. Seit 2015 ist sie als Regisseurin in der Serie Nowhere Boys aktiv.
Mit Ride Like a Girl – Ihr größter Traum (2019) inszenierte Griffith ihren ersten Spielfilm.

## Filmografie (Auswahl)
- 1993–1994: Secrets (Fernsehserie, 13 Episoden)
- 1994: Muriels Hochzeit (Muriel’s Wedding)
- 1995: Police Rescue – Gefährlicher Einsatz (Police Rescue) (Fernsehserie, Episode 4x10)
- 1996: Cosi
- 1996: Herzen in Aufruhr (Jude)
- 1996: Children of the Revolution
- 1997: Die Hochzeit meines besten Freundes (My Best Friend’s Wedding)
- 1998: Starkey (Divorcing Jack)
- 1998: Hilary & Jackie (Hilary and Jackie)
- 1998: Among Giants – Zwischen Himmel und Erde (Among Giants)
- 1999: Mein Leben auf zwei Wegen (Me Myself I)
- 2001: Blow
- 2001: Über kurz oder lang (Blow Dry)
- 2001: The Hard Word
- 2001–2005: Six Feet Under – Gestorben wird immer (Six Feet Under) (Fernsehserie, 63 Episoden)
- 2002: Die Entscheidung – Eine wahre Geschichte (The Rookie)
- 2003: Gesetzlos – Die Geschichte des Ned Kelly (Ned Kelly)
- 2006: Step Up
- 2006–2011: Brothers & Sisters (Fernsehserie, 109 Episoden)
- 2008: Comanche Moon (Miniserie)
- 2009: Beautiful Kate
- 2012: Underground: Die Julian Assange Story
- 2013: Camp (Fernsehserie, 10 Episoden)
- 2013: Saving Mr. Banks
- 2015: Nowhere Boys (Fernsehserie) (Regie für Episode 8–10 der 2. Staffel)
- 2016: Mammal
- 2016: Hacksaw Ridge – Die Entscheidung (Hacksaw Ridge)
- 2016: The Osiris Child (Science Fiction Volume One: The Osiris Child)
- 2016: Indischer Sommer (Indian Summers, Fernsehserie, 3 Episoden)
- 2017: When We Rise (Fernsehserie, 4 Episoden)
- 2017: Don’t tell
- 2018: Dead Lucky (Fernsehserie, 4 Episoden)
- seit 2019: Total Control (Fernsehserie)
- 2019: Ride Like a Girl – Ihr größter Traum (Ride Like a Girl, Regie)
- 2020: Strangers to the World
- 2020–2022: The Wilds (Fernsehserie, 18 Episoden)
- 2021–2022: Aftertaste (Fernsehserie, 11 Episoden)
- 2022: The King’s Daughter
- 2022: Bali 2002 (Fernsehserie, 4 Episoden)
- 2023: Wo die Lüge hinfällt (Anyone but You)
- 2024: Madam (Fernsehserie, 10 Episoden)

## Auszeichnungen und Nominierungen
Oscar
- 1999: Nominierung als beste Nebendarstellerin für Hilary & Jackie

Golden Globe Award
- 2002: Beste Nebendarstellerin – Serie, Mini-Serie oder TV-Film für Six Feet Under – Gestorben wird immer
- 2003: Nominierung als beste Serien-Hauptdarstellerin – Drama für Six Feet Under – Gestorben wird immer
- 2008: Nominierung als beste Nebendarstellerin – Serie, Mini-Serie oder TV-Film für Brothers & Sisters
- 2009: Nominierung als beste Nebendarstellerin – Serie, Mini-Serie oder TV-Film für Brothers & Sisters

Emmy
- 2002: Nominierung als beste Hauptdarstellerin in einer Dramaserie für Six Feet Under – Gestorben wird immer
- 2003: Nominierung als beste Nebendarstellerin in einer Dramaserie für Six Feet Under – Gestorben wird immer
- 2007: Nominierung als beste Nebendarstellerin in einer Dramaserie für Brothers & Sisters
- 2008: Nominierung als beste Nebendarstellerin in einer Dramaserie für Brothers & Sisters

Screen Actors Guild Award
- 1999: Nominierung als beste Nebendarstellerin für Hilary & Jackie
- 2002: Nominierung für das beste Schauspielensemble in einer Dramaserie für Six Feet Under – Gestorben wird immer
- 2003: Bestes Schauspielensemble in einer Dramaserie für Six Feet Under – Gestorben wird immer
- 2004: Bestes Schauspielensemble in einer Dramaserie für Six Feet Under – Gestorben wird immer
- 2005: Nominierung für das beste Schauspielensemble in einer Dramaserie für Six Feet Under – Gestorben wird immer
- 2006: Nominierung für das beste Schauspielensemble in einer Dramaserie für Six Feet Under – Gestorben wird immer

Satellite Award
- 2007: Nominierung als beste Nebendarstellerin in einer Fernsehserie für Brothers & Sisters